# Alessandro Lambruschini
Alessandro Lambruschini (* 7. ledna 1965, Fucecchio, Provincie Firenze) je bývalý italský atlet, jehož specializací byl běh na 3000 metrů překážek, tzv. steeplechase.
Třikrát reprezentoval na letních olympijských hrách. Dvakrát se umístil těsně pod stupni vítězů, na čtvrtém místě. Na olympiádě v jihokorejském Soulu 1988 a v Barceloně 1992. Olympijskou medaili, bronzové hodnoty se mu podařilo vybojovat na letních hrách v Atlantě 1996, kde tříkilometrovou trať s vodním příkopem zaběhl v čase 8:11,28.